# Nikki Gil
Mónica Paulina Santos Gil (Manila; 23 de agosto de 1987) conocida popularmente como Nikki Gil, es una cantante pop, modelo y actriz filipina.

## Biografía
Sus padres son Julie y Dino Gil, pertenecientes a una familia musical-inclinado, su padre, un pianista y su madré formó parte de un coro en una iglesia como miembro. Es la mayor de dos hermanas. A los cuatro años se interesó por el canto y comenzó a hacer locuciones para anuncios. Se graduó en la escuela cristiana de Shekinah en marzo de 2004. Se especializó en Literatura e inglés en la Universidad Ateneo de Manila.

## Carrera
Gil sufrió un serio problema de acné durante en su adolescencia y esa fue lo que la motivó a hacer numerosas audiciones. Hizo su primer anuncio comercial para Coca-Cola en 2005. Lanzó su primer álbum homónimo "Nikki Gil" en 2005 en virtud del IME de Filipinas "Sakayan ng Jeep" como la única compañía aérea. Más tarde fue relanzado en 2006 y puesto en promoción con la adición de una canción de graduación titulado "Dentro de brillante". En julio de 2006, EMI Filipinas y Walt Disney Records la presentaron, junto con otros artistas de Asia como Vince Chong, de Malasia y Alicia Pan de Singapur, para cantar como una de las estrellas en el video musical de Disney Channel original de la película High School Musical en la canción "Breaking Free". Poco después, Gil también participó en la banda sonora de  High School Musical 2 con la canción "Gotta Go My Own Way". High School Musical la catapultó a conseguir doble platino en su registro musical. En 2008, Gil lanzó su segundo álbum musical titulado "Escucha Mi Corazón", que incluía canciones que había escrito con su hermana menor Dani. Luego de terminar un nuevo proyecto para Disney en Hong Kong, fue cuando ella grabó un vídeo musical para la versión pop de "Es un mundo pequeño después de todo." Emitió una versión en tagalo de la misma canción en directo y fue lanzada durante la apertura del parque temático de Disneyland en Hong Kong.

## Vida personal
En 2008, Gil comenzó a salir con Billy Crawford, pero su relación terminó en 2013. Gil se casó con BJ Albert (sobrino de la cantante-actriz Joey Albert) el 21 de noviembre de 2015. En noviembre de 2017, Gil dio a luz a su primer hijo, un niño llamado Finn. En abril de 2021 hizo público su segundo embarazo. Su hija, Madeleine Elle, nació en octubre de 2021. Está retirada de la industria del entretenimiento para dedicarse a su familia.

## Filmografía
- 2013 - Hiwaga sa Belete Drive
- 2008 - Alrededor del Mundo Host/Herself Anfitrión mismo
- 2008 - Diarios de ruptura Mónica Tanseco Mónica Tanseco
- 2008 - Temporada II Host/Herself Anfitrión mismo
- 2008 - Tarjeta de Crédito Aileen
- 2007 - Sapphire Gómez Sapphire Gómez
- 2007 - Alrededor del Mundo Host/Herself Anfitrión mismo
- 2007 - Anfitrión mismo
- 2007 - Ang Pagibig Kong Ito Sofía Sofía
- 2007 - Rounin Leal
- 2007 - Aventuras de Pedro Da Penduko Joseline
- 2006 - Pinoy Dream Academy Pinoy Dream Academy Host/Herself Anfitrión mismo
- 2006 - Amor y La Ciudad Trina
- 2006 - Kapitan Aksiyon ----
- 2006 - Si mantener mi corazón fuera de la vista Clara
- 2005 - ASAP Fanatic ASAP Fanático Host/Herself Anfitrión mismo
- 2005 - Desayuno de gran Host/Herself Anfitrión mismo
- 2005 - Breakfast Desayuno Host/Herself Anfitrión mismo
- 2005 - MYX MYX VJ
- 2005 - MRS: Most Requested Show MRS: Mostrar más solicitadas Host/Herself Anfitrión mismo
- 2005 - ASAP ASAP Host/Herself Anfitrión mismo
- 2005 - Extra Challenge Desafío extra

### Películas
- 2007 - Una oportunidad más

## Discografía
- Nikki Gil
- High School Musical OST
- Hotsilog
- High School Musical 2
- Escucha Mi Corazón